# Bondarivka, Ovruci
Bondarivka (în ucraineană Бондарівка) este un sat în comuna Bondari din raionul Ovruci, regiunea Jîtomîr, Ucraina.

## Demografie
Componența lingvistică a localității Bondarivka
     Ucraineană (96,04%)
     Română (2,2%)
     Rusă (1,76%)
Conform recensământului din 2001, majoritatea populației localității Bondarivka era vorbitoare de ucraineană (96,04%), existând în minoritate și vorbitori de română (2,2%) și rusă (1,76%).